# Ilha Feklistova

A ilha Feklistova (em russo:  Остров Феклистова, Óstrov Feklistova) é uma ilha costeira desabitada localizada no Extremo Oriente Russo, frente às costas siberianas, em águas na parte sudoeste do mar de Okhotsk. Pertence ao arquipélago das ilhas Shantar, sendo a segunda maior deste conjunto de ilhas. Administrativamente, pertence ao Krai de Khabarovsk da Federação Russa.
Está 15 km a leste da ilha Bolshoy Shantar.

## História
A primeira exploração de que se tem conhecimento das ilhas Shantar ocorreu em abril de 1640, quando o explorador russo Ivan Moskvitin supostamente navegou na foz do rio Amur com um grupo de cossacos e chegou às ilhas Shantar na viagem de regresso. Moskvitin relatou as suas decobertas ao Príncipe Shcherbatov, o moscovita voivoda em Tomsk. Baseando-se nos relatos de Moskvitin, foi feito o primeiro mapa do Extremo Oriente Russo em março de 1642. 
As ilhas Shantar foram exploradas por russos entre 1711 e 1725.
Existe um plano para declarar as ilhas Shantar como Parque Nacional.

## Ligações externas

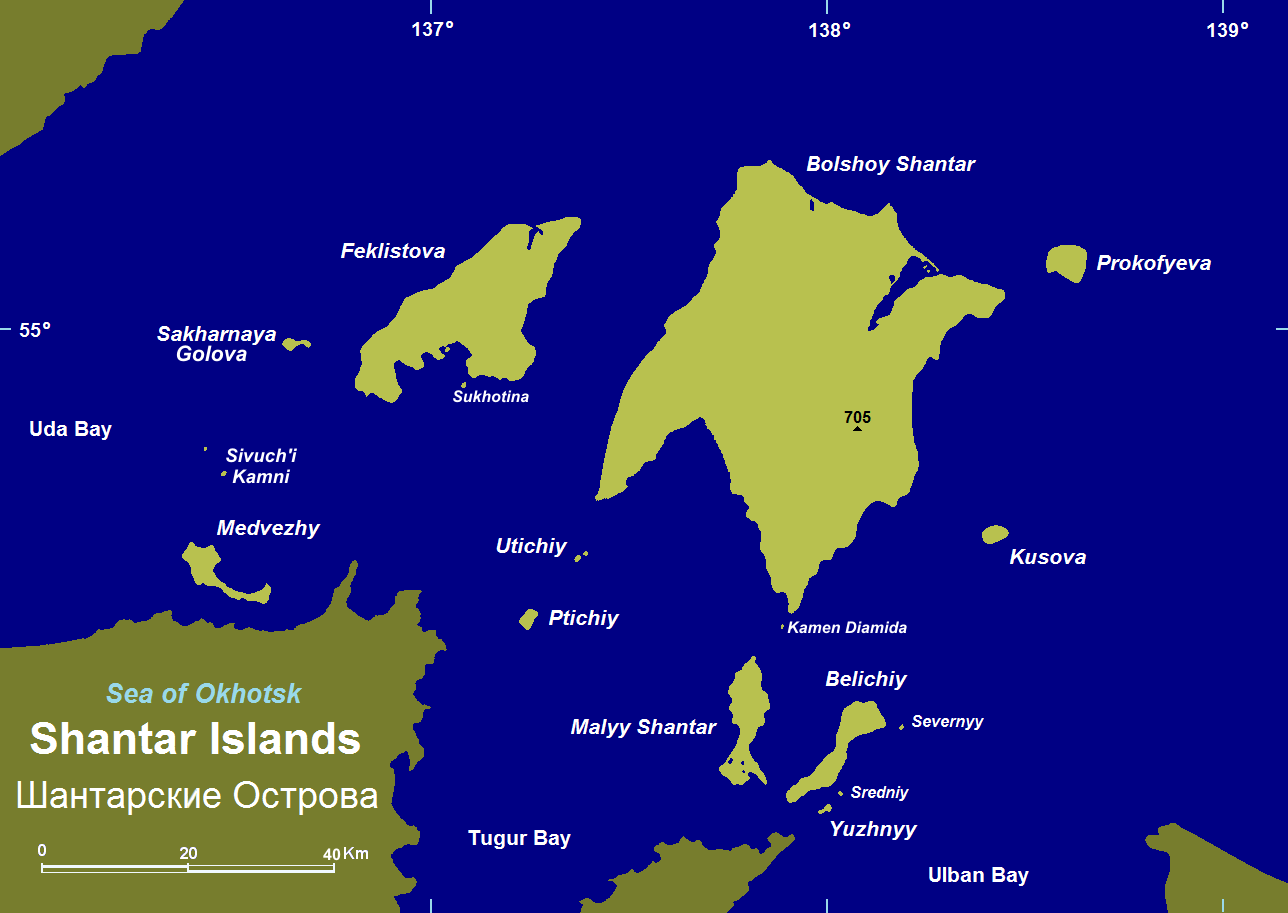
Mapa das ilhas Shantar. Feklistova é a segunda maior.